# Olivetti Valentine

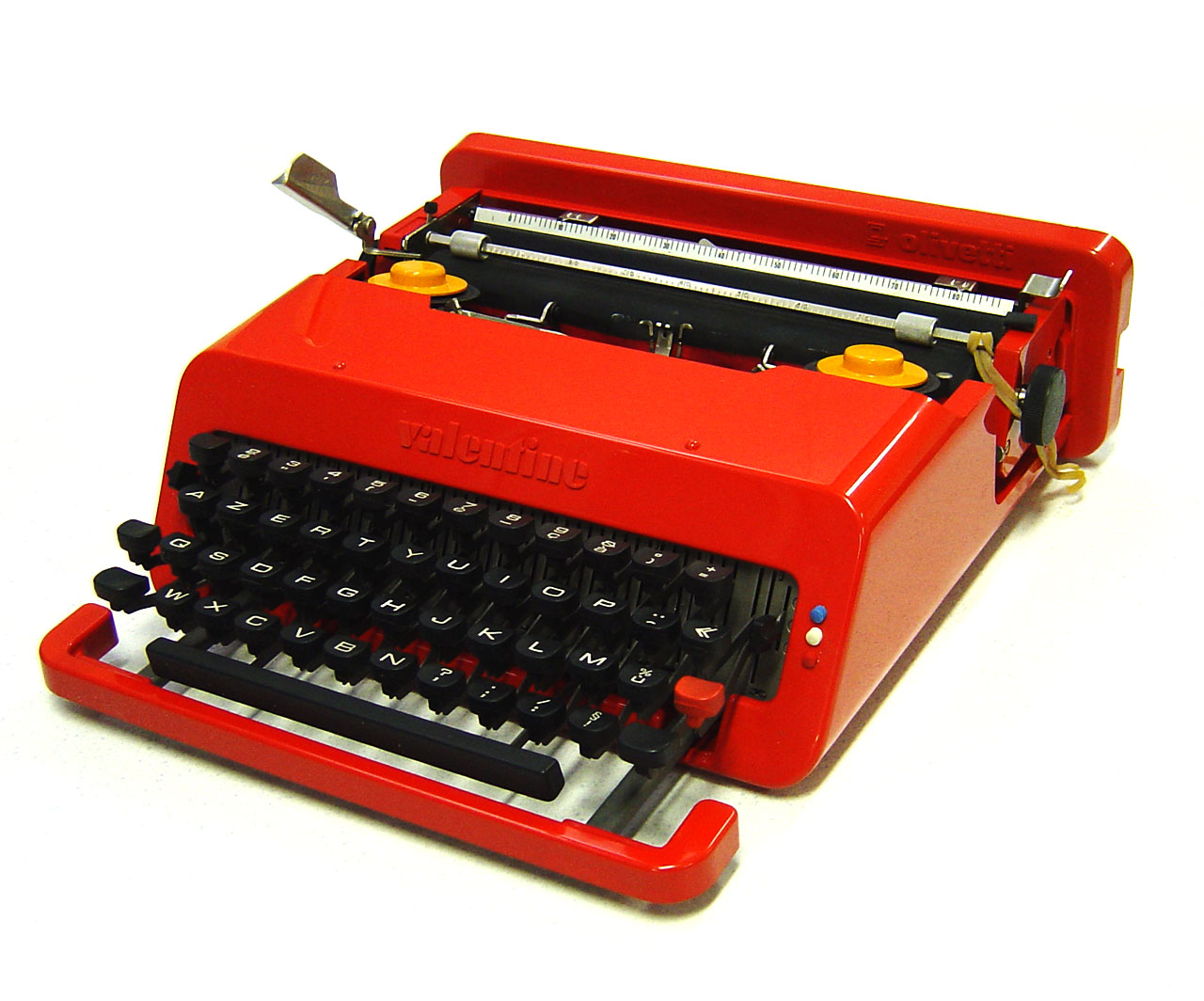
Olivetti Valentine

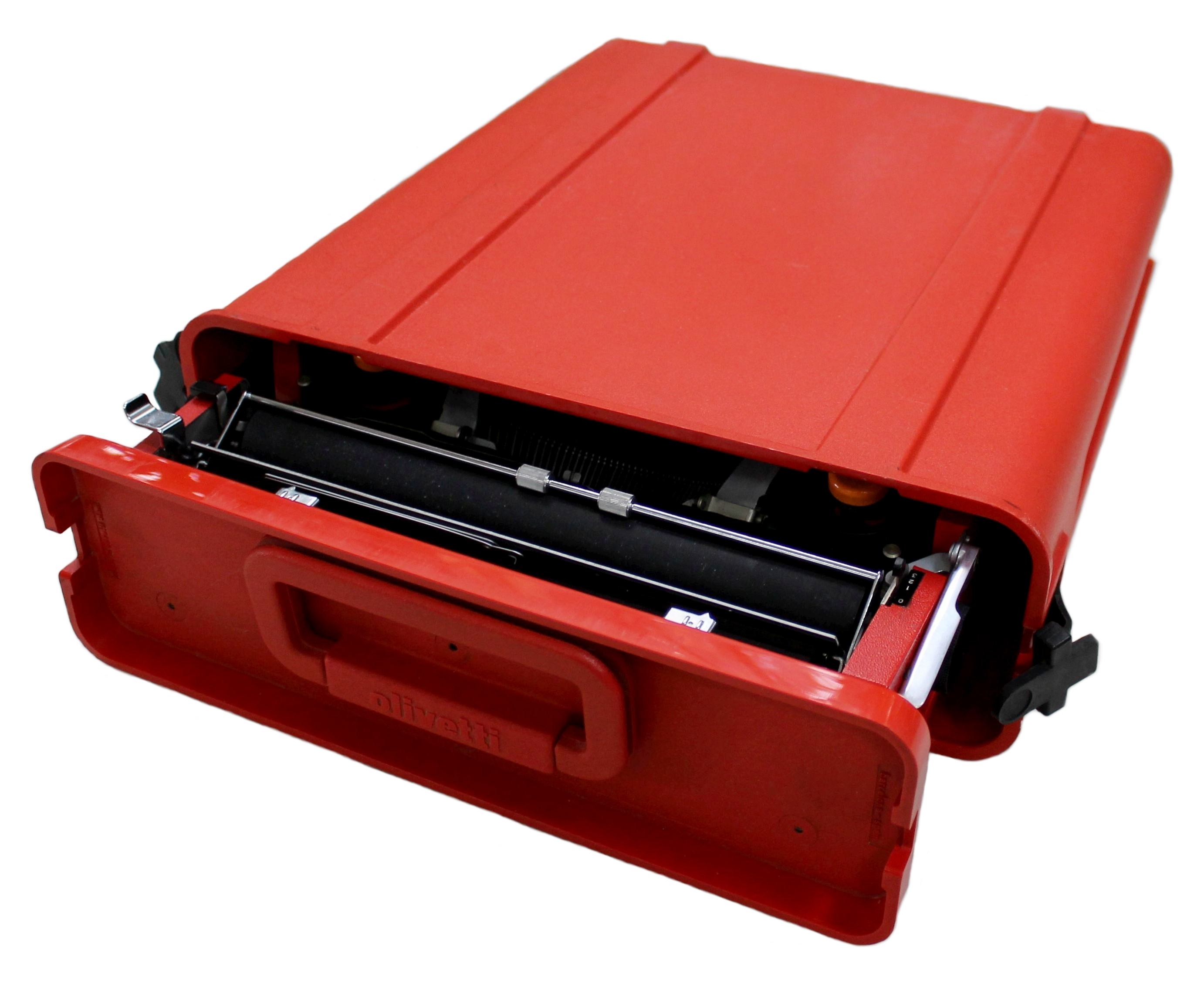
Maschine mit Gehäuse

Die Olivetti Valentine (Eigenschreibweise: olivetti valentine) ist eine mechanische Schreibmaschine, die ab 1969 bis 2000 vom italienischen Unternehmen Olivetti hergestellt wurde. Sie ist bekannt durch ihr unkonventionelles Design, welches von dem italienischen Designer Ettore Sottsass gemeinsam mit Perry A. King stammt. Sie gilt als Meilenstein des Industriedesigns, daher besitzen nahezu alle wichtigen Designsammlungen Exemplare davon, darunter das Museum of Modern Art in New York.
Das Gehäuse der Reiseschreibmaschine ist aus dem thermoplastischen Kunststoff ABS und misst etwa 11,7 cm × 34,3 cm × 35,2 cm. Die Maschine war in rot, weiß, grün und blau erhältlich.
Die Box wird am Klappgriff getragen und wie ein Aktenkoffer aufrecht auf den Boden gestellt. So kann die Maschine nach Öffnen von zwei Verschlussklips am Tragegriff nach oben aus der Box herausgezogen werden. 
Sie wurde anfangs in Italien, später in Spanien und zuletzt in Mexiko hergestellt.

## Rezeption
Zahlreiche Intellektuelle, besonders des linken Spektrums, nutzten eine Olivetti Valentine. Das Produkt wurde zum Zeichen einer Antikultur (unter dem Slogan: „für alle Orte außer für’s Büro“). Ein Besitzer einer Olivetti Valentine ist der Braun-Designer Dieter Rams und das Archiv der Avantgarden. Auch David Bowie besaß diese Schreibmaschine, auf der er nach eigenen Angaben viele Songtexte schrieb. Bowies Maschine wurde im November 2016 bei Sotheby’s für 45.000 Pfund versteigert.